# Detriturus cassagnaui
Detriturus cassagnaui is een springstaartensoort uit de familie van de Onychiuridae. De wetenschappelijke naam van de soort is voor het eerst geldig gepubliceerd in 1980 door Gers.